# Немогућа мисија: Одмазда — Први део
Немогућа мисија: Одмазда — Први део (енгл. Mission: Impossible – Dead Reckoning Part One) је амерички акциони филм из 2023. године, редитеља Кристофера Макворија, који је и написао сценарио заједно са Ериком Џендресеном. Наставак је филма Немогућа мисија: Разилажење (2018) и седмо је остварење у серијалу Немогућа мисија. Главне улоге у филму тумаче Том Круз, Хејли Атвел, Винг Рејмс, Сајмон Пег, Ребека Фергусон, Ванеса Кирби и Хенри Черни. У филму, Итан Хант и његов тим се суочавају са мистериозним, свемоћним непријатељом познатим као „Ентитет”.
У јануару 2019, Круз је најавио да ће седми и осми део Немогуће мисије бити снимљени истовремено, као и да ће Маквори режирати оба. Глумачка екипа је најављена убрзо након тога, а Лорн Балф, који је компоновао партитуру за Разилажење, вратио се да напише музику и за овај филм. Снимање је почело у Италији у фебруару 2020, али је заустављено током пандемије ковида 19. Настављено је касније те године и завршено је у септембру 2021; филм је такође сниман у Норвешкој, Уједињеном Краљевству и Уједињеним Арапским Емиратима. Са процењеним буџетом од 290 милиона долара, један је од најскупљих филмова икада снимљених.
Филм је премијерно приказан 19. јуна 2023. у Риму, док је у америчким биоскопима издат 12. јула исте године. Добио је позитивне рецензије критичара. Наставак, Немогућа мисија: Коначна одмазда, премијерно је приказан 2025. године.

## Радња
Итан Хант, агент Агенције за немогуће мисије (ИМФ), добија задатак да преузме половину једног кључа од своје савезнице Илсе Фауст, чија је глава уцењена. Он путује до Руб ел Халија у Арабијској пустињи, где се накратко састаје са Илсом и говори јој да се притаји. Вративши се у САД, Итан се инфилтрира на састанак Заједнице, где званичници различитих обавештајних агенција, укључујући бившег директора ИМФ-а Јуџина Китриџа и директора Националне обавештајне службе Денлингера, разговарају о експерименталној вештачкој интелигенцији познатој као „Ентитет”. Првобитно дизајниран да саботира дигиталне системе, Ентитет се одметнуо, потенцијално развио свест и инфилтрирао се у све главне одбрамбене и војне системе, као и обавештајне мреже. Велике силе се утркују како да спрече саботажу, тако и да стекну контролу над Ентитетом, која се налази на обе половине кључа.
Верујући да је Ентитет превише моћан да би га било ко контролисао, Итан одлучује да га уништи. Он и његови сарадници Бенџи Дан и Лутер Стикел путују на међународни аеродром у Абу Дабију да пресретну носиоца друге половине кључа. Итан избегава агенте Заједнице, као и Гејбријела, агента Ентитета повезаног са његовом прошлошћу пре ИМФ-а, након чега му професионална провалница Грејс краде половину кључа. У међувремену, Лутер идентификује комад пртљага који садржи нуклеарни експлозив који је послао Ентитет; Бенџи га за длаку разоружа. Узнемирен Ентитетовом привидном прекогницијом и појавом Гејбријела, Итан иде за Грејс сам.
У Риму, Итан проналази Грејс пре него што му се агенти Заједнице и Гејбријел приближе. После дуге потере, Грејс поново бежи, али Итан се поново налази са својим тимом и Илсом. Уз Бенџијеву и Лутерову подршку, Итан и Илса се инфилтрирају на забаву коју је организовала трговкиња оружјем Алана Мицополис у Венецији, надајући се да ће пронаћи купца за комплетан кључ и његову сврху. Грејс даје пола кључа Алани док Итан не успева у намери да одговори Алану да не прода кључ. Тим се разилази, а Итан покорава, али поштеди Парис, Гејбријелову подређену. Гејбријел нокаутира Грејс и убија Илсу пре него што Итан успе да интервенише, што разара Итана.
Покајана Грејс се придружује Итановом тиму и они се спремају да се укрцају у воз за Инзбрук где ће Алана дочекати купца. Лутер одлази на локацију ван мреже да истражи трагове Ентитета на његовом хард диску. У возу, Гејбријел убија кондуктера и уништава кочнице. Састаје се са Денлингером, који предлаже савез између њега и Ентитета. Денлингер објашњава да комплетан кључ откључава комору у којој се налази компјутер Севастопоља, руске подморнице потопљене сопственим торпедом. Рана верзија Ентитета је убачена у систем са задатком да саботира способност за прикривање подморнице, али је уместо тога преварила Севастопољ да се уништи. Ова рана верзија је још увек на подморници, и ко год може да јој приступи, може да смисли начин да контролише или уништи Ентитет. Гејбријел убија Денлингера и покушава да убије Парис како би се уверио да само он зна за сврху кључа. Прерушена у Алану, Грејс доноси комплетан кључ купцу, за кога се испоставило да је Китриџ. Иако је у искушењу да изда Итана ради награде и заштите за себе, она стаје на његову страну, на превару узима кључ и бежи.
Итан скаче падобраном са опасне литице у воз да би спасао Грејс, али Гејбријел краде кључ. Итан савладава Гејбријела, али га не убија. Гејбријел бежи из воза и покреће одбројавање до детонације моста преко ког иду шине. Грејс и Итан одвајају локомотиву и спасавају путнике, али они не могу да побегну. Непосредно пре него што би се срушили низ уништени мост, Парис их спасава, на ивици смрти. Парис обавештава Итана о Севастопољу пре него што се онесвести. Док Итан бежи из воза, Грејс обавештава Китриџа да је одлучила да се придружи ИМФ-у. Итан се састаје са Бенџијем, и њих двојица одлазе са кључем који је Итан током борбе украо из Гејбријеловог џепа.

## Улоге
| Глумац             | Улога                          |
| ------------------ | ------------------------------ |
| Том Круз           | Итан Хант                      |
| Хејли Атвел        | Грејс                          |
| Винг Рејмс         | Лутер Стикел                   |
| Сајмон Пег         | Бенџи Дан                      |
| Ребека Фергусон    | Илса Фауст                     |
| Ванеса Кирби       | Алана Мицополис / Бела Удовица |
| Есаји Моралес      | Гејбријел                      |
| Хенри Черни        | Јуџин Китриџ                   |
| Пом Клементиф      | Парис                          |
| Кери Елвес         | Денлингер                      |
| Шеј Вигам          | Џаспер Бригс                   |
| Грег Тарзан Дејвис | Дега                           |
| Фредерик Шмит      | Зола Мицополис                 |